# Mas Xamberg
El mas Xamberg és un mas del municipi de Masllorenç (Baix Penedès). El mas, a prop de Masarbonès, amb diverses edificacions, està situat al peu de la carretera TV-2042 (km 3-4) entre l'Esplai del Penedès (la Bisbal del Penedès) i Masarbonès (Masllorenç).